# مشروع الوردة
مشروع الوردة (بالإنجليزية: Project Flower) كان مشروعًا عسكريًّا مشتركًا بين إسرائيل وإيران في يوليو من عام 1977. وقد مثل جهدًا تعاونيًا لإعادة إنتاج صاروخ أمريكي التصميم بأجزاء مصنعة في إسرائيل بحيث يمكن أن يحمل رؤوسًا نووية. وقد كان الصاروخ يشتمل على معدات ملاحة وتوجيه أمريكية.

## معلومات تاريخية
في الثامن عشر من يوليو 1977، سافر نائب وزير الحرب الإيراني الجنرال حسن توفانيان إلى إسرائيل، حيث التقى بوزير الخارجية الإسرائيلي موشيه دايان ووزير الدفاع عيزر فايتسمان. وقد ناقشوا مجموعة من المشروعات العسكرية الإسرائيلية الإيرانية المشتركة، من بينها مشروع الوردة.
وقد كان هذا المشروع يركز على تطوير صاروخ جابرييل المضاد للسفن ليكون مداه أبعد وعمل نسخة منه يمكن حملها في الغواصات في المستقبل. كما تمت كذلك مناقشة المخاوف الإيرانية بشأن الصواريخ والتطورات النووية في الهند وباكستان.
وفي العام التالي، قامت إيران بتوفير نفط قيمته 280 مليون دولار أمريكي كدفعة مقدمة إلى إسرائيل. وبدأ مجموعة من الخبراء الإيرانيين في إنشاء منشأة تجميع صواريخ بالقرب من سيرجان، في وسط جنوب إيران، بالإضافة إلى نطاق اختبار للصواريخ بالقرب من رافسنجان
وفي فبراير من عام 1979، تمت الإطاحة بالملك محمد رضا بهلوي في الثورة الإيرانية، وانتهى مشروع الوردة. وقد عاد المهندسون ومسئولو الدفاع الإسرائيليون إلى إسرائيل، وتمت إعادة كل المخطوطات والمخططات الخاصة بأنظمة الأسلحة إلى إسرائيل من خلال حامل الحقيبة الدبلوماسية.

## الخداع
وفقًا لمصدر كبير للغاية في الجيش الإسرائيلي، كان اتفاق الأسلحة مع إيران مخادعًا. ففي كل مشروع من المشروعات الستة المشتركة، كان الإسرائيليون يخططون لخداع الإيرانيين من خلال توفير نسخ قديمة فقط من السلاح المشار إليه، بينما كان يتم استخدام الأموال الإيرانية لبناء جيل جديد من تلك الأسلحة لاستخدام إسرائيل فقط.
ويتذكر يعقوب شابيرو، مسئول وزارة الدفاع المسئول عن تنسيق المفاوضات مع إيران خلال الفترة بين 1975 و1978، قائلاً: «في إيران، كانوا يعاملوننا مثل الملوك. وقد مارسنا الأعمال التجارية معهم بشكل مذهل. وبدون العلاقات مع إيران، لم تكن الأموال لتتاح لنا من أجل تطوير أسلحة موجودة الآن في خط الدفاع الأول عن دولة إسرائيل.».

## وصلات خارجية
- Joseph S. Bermudez, Jr., "Iran's Missile Development," The International Missile Bazaar: the New Supplier's Network (San Francisco: Westview Press, 1994), William C. Potter and Harlan W. Jencks, eds., p. 48.
- "Minutes from Meeting Held in Tel Aviv between H. E. General M. Dayan, Foreign Minister of Israel, and H.E. General H. Toufanian, Vice Minister of War, Imperial Government of Iran," Top Secret Minutes from Israel's Ministry of Foreign Affairs, 18 July 1977, in Digital National Security Archive
- Ronen Bergman, "5 billion Reasons to Talk to Iran," هاآرتس، 19 March 1999